# Tomb Raider: The Angel of Darkness
Tomb Raider: The Angel of Darkness je šestá videohra v sérii Tomb Raider a je pokračováním hry Tomb Raider: Chronicles. Vyvinula ji společnost Core Design a vydala Eidos Interactive. Hra byla původně vydána v roce 2003 pro PlayStation 2 a PC. Děj provází Laru Croft, která se pokouší očistit své jméno, zatímco je štvaná přes celou Evropu, obviněná z vraždy jejího bývalého učitele Wernera Von Croye.

## Příběh
Obviněná z vraždy svého bývalého učitele, Wernera Von Croye, je Lara přinucena se skrývat. Musí sledovat poznámky napsané v Wernerově deníku a spěchat, aby získala pět utajených maleb, dříve než tajná organizace s pomocí starověké biblické rasy známé jako Nephilim získá světovou nadvládu a nesmrtelnost.
Pieter Van Eckhardt je hlavní záporná postava hry. Obyčejný alchymista 15. století, který byl kontaktován za svého smrtelného života Nephilimem a uzavřel s ním krvavou dohodu výměnou za nesmrtelnost, byl pověřen vytvořením mocné zbraně, známe jako Sanglyph (doslova 'krvavý-kámen'). Aby uchoval Sanglyph v bezpečí, rozdělil jej Eckhardt do pěti částí a schoval každou část za jednu z pěti maleb, které vytvořil.
Postupem času v Eckhardtovi stále více rostla síla a moc a nakonec ze skupiny známé jako Cabala vybral čtyři jedince, které spojovala stejná touha – být nesmrtelný. Aby dosáhli této nesmrtelnosti, Cabala se připravovala vzkřísit vyhynulou rasu známou jako Nephilim (výsledek vztahů mezi padlými anděly a lidmi). Eckhardt věřil, že použitím Nephilim by mohl dosáhnout nesmrtelnosti a nakonec vládnout nadevším. Avšak řád, který rozštěpil Řád templářů v 15. století, nazývaný Lux Veritatis (latinsky 'Světlo pravdy') byl schopen zhatit Eckhardtovy plány. Lux Veritatis získal tři starověké zbraně světla, nazývané Úlomky amuletu. Vedeni Bratrem Obscurou je použili, aby zapečetili Eckhardta v hluboké jámě. Pečeť na Eckhardtovi by mohla vydržet pouze, když se tři Úlomky amuletu spojí. Bratr Obscura, který zabavil pět maleb, které obsahovaly části Sanglyphu, přemaloval původní odporné kresby novými náboženskými kresbami. Tyto byly ukryty po celé Evropě v místech známé pouze Lux Veritatis a byly pokřtěny jako Obscurovy obrazy. Byly vytvořeny kopie každé z nich a byly označovány jako Obscurovy rytiny. Každá rytina obsahuje zakódovanou mapu k místu s originální malbou.
V roce 1945 se něco stalo a jeden ze střepů se oddělil od dalších dvou. Eckhardt unikl z jámy a slíbil pomstu Lux Veritatis, pak zakládá oživený spolek Cabala mimo Prahu. Nová Cabala se oddala lovu všech členů Lux Veritatis. Eckhardtovi se také podařilo získat amulet od Lux Veritatis. Ukryl tyto střepy ve své staré laboratoři, hluboko pod zemí, pod Strahovem, velitelstvím Cabaly. Eckhardt a Cabala se vydali znovu získat pět Obscurových obrazů k tomu, aby získali Sanglyph. Než Lara pronikla do spiknutí, Cabala již získala tři z pěti obrazů. Eckhardt pak pronajal Wernera Von Croye, aby našel poslední dva; Von Croy se dozvěděl o umístění čtvrté malby, pod Louvre, z Obscurovych rytin, ale nikdy neinformoval Eckhardta. Von Croy pak chtěl požádat Laru Croft, aby mu pomáhala při nalezení obrazů, krátce před jeho vraždou.
Lara našla dva zbývající obrazy v Paříži a Praze, ačkoli je Eckhardt získal od ní před návratem do jeho staré laboratoře, kde začal s oživováním rasy Nephilim. Cabala získal poslední vzorek Nephilim z Turecka: tělo Nephilim, které bylo pojmenované „Sleeper“ (Spáč). Během závěrečné konfrontace s Larou začíná Eckhardt proces oživování Sleepera. Bojuje s Larou používajíce Sanglyph, ale nakonec je zabit Karlem, jeho pravou rukou, který bodá Eckhardta třetím střepem amuletu. Karel zjistil, že je sám posledním žijícím Nephiliem a že všichni lidé, kteří pomohli Laře, zemřeli jeho rukou proto, aby unikli zničení Sleeperem. On pak nabízí Laře šanci připojit se k němu v jeho zmrtvýchvstání. Lara odmítá a rozhodne se vše ukončit použitím Sanglyphu na Sleepera, čímž zničí jeho i Karla.

## Hra

### Postavy
Kurtis Trent
Druhá z postav, kterou lze v druhé části hry AOD hrát. V této druhé části se postava Lary s Kurtisem automaticky dle děje zamění a ovládáte tuto postavu. Kurtis Laře pomáhá až do doby, kdy ho (ne)zabije příšera, která vylezla z těla mrtvé Boaz. (Kvůli otevřenému konci se neví, jestli boj s Boaz přežil.) Ještě před dějem TR: AOD pracoval pod vedením Martena Gundersona.
Pieter Van Eckhardt
Záporná postava, bláznivý génius čtrnáctého století známý jako „Černý alchymista“. Po 500 letech vězení uprchá a plánuje vzkříšení biblické rasy známé jako „Nelphilim“. 
Margot Carvier
Setkání s ní se odehrává hned na začátku, je to Wernerova přítelkyně. Vyptává se Lary a myslí si, že Von Croye zabila Lara. Sice Laře poskytne jeho deník, ale hned potom na Laru zavolá policii.
Thomas Luddick
Reportér, který má informace o aktivitách pražské mafie. Lara ho v Praze a poskytne jí pár informací. Později ho zabije Eckhardt.
Dr. Grant Müller
Vedoucí botanického výzkumu, firmy sídlící na Strahově v Praze. Po rozhovoru Laru omráčí jakýmsi plynem a uteče. Později je předhozen spolu s Larou a Kurtisem zmutované Boaz.
Kristina Boaz
Vedoucí chirurgického oddělení v psychiatrickém ústavu v Praze. Později zklame Eckhardta a on ji nechá proměnit v nějakou příšerou.
Marten Gunderson
Vedoucí agentury zabývající se najímáním žoldáků. Spolupracuje s Eckhardtem.
Louis Bouchard
Šéf pařížského podsvětí a vlastník nočního klubu „Le Serpent Rouge“ v Paříži. Později je zabit.
Daniel Rennes
Specialista v oblasti ilegálních dokumentů, znalý pyrotechniky a výbušnin díky předešlým aktivitám ve francouzské armádě. Je majitelem zastavárny v Paříži, kde je později zabit Eckhardtem.
Werner von Croy
Lařin přítel a archeolog, který doprovází Laru na prvních objevitelských výpravách. Později je zavražděn a Lara je toho svědkem.
Janice
Pařížská prostitutka znalá ulic Paříže a pařížského ghetta. Poradí Laře pár informací.

### Místa

#### Paříž
Lara se setkává s Wernerem v jeho pařížském bytě dříve, než je přímo před ní zavražděn. Nyní jako hlavní podezřelá se Lara vrací do zadních uliček, kde nachází dobrodružství na velmi pochybných místech: noční klub zvaný Le Serpent Rouge a slavná galerie Louvre.

#### Praha
Lara pátrá po stopách v apartmá zámožného prodejce umění, známého jako Mathias Vasiley, který byl nedávno zavražděn Monstrem. Strahov je pevností organizace zla stojící za zabíjením Monstra, která je umístěná v Praze. Lara získává přístup skrz hloupě chybujícího novináře, všehoschopného k tomu, aby odkryl organizaci. Strahov je pevnost vytvořená z různých oblastí, včetně bio-výzkumného zařízení, podmořského výzkumného zařízení, psychiatrického ústavu (jediné oblasti, která je hraná z pohledu jiné osoby) a tajné hrobky nazvané Vault of Trophies. Fyzicky to je velký průmyslový komplex a zdá se, že jako zástěrka slouží nějaký druh dopravní činnosti.